# Tereza Slouková
Tereza Slouková (* 27. dubna 1977, Praha) je česká populární a muzikálová zpěvačka. V letech 1996–1999 studovala populární zpěv na Pěvecké konzervatoři Praha pod vedením profesorky Svatavy Černé. Poté studovala na konzervatoři Jaroslava Ježka, kde také absolvovala.

## Kariéra
Vystupovala v hlavních rolích českých muzikálů Evita (Evita, alternace Radka Fišarová, 1998), Kleopatra a Krysař. Od podzimu 2004 se prezentuje jako zpěvačka jednoho z nejúspěšnějších revivalových kvartet ABBA Stars a koncertuje v zahraničí.